# نووی ایتبی
نووی ایتبی (به صربی: Novi Itebej) یک منطقهٔ مسکونی در صربستان است که در Žitište Municipality واقع شده‌است. نووی ایتبی ۱٬۳۱۵ نفر جمعیت دارد و ۷۷ متر بالاتر از سطح دریا واقع شده‌است.

## خواهرخوانده
شهر بکش خواهرخواندهٔ نووی ایتبی هست.